# 董边
董边（1916年—1998年），女，山西忻县人，曾任全国妇联第四届书记处书记，第二、三届全国人大代表，中共十二大代表，第六届全国政协委员。毛泽东秘书田家英之妻。

## 生平
1937年7月参加八路军学兵队，11月加入中华民族解放先锋队。1938年初到延安，在陕北公学学习，加入中国共产党。先后在中央组织部训练班、中央党校、中国女子大学、中央马列学院学习。
1941年起任中共中央政治研究室研究员。1944年到中共中央宣传部工作。1945年到冀东军区党委工作团工作，先后任遵化县二区区委书记、区党校组织干事、区党委民运部土改工作团副团长、冀东区党委妇委委员。
1948年调中央妇委工作，参加筹备第一次全国妇代大会，会后一直在全国妇联工作，历任宣传部编辑科科长、《中国妇女》杂志社编辑、编辑室主任、副社长、社长。1952年11月任中央妇委常委，全国妇联第三届书记处书记、党组成员，全国妇联第四届书记处书记、党组副书记。

## 社会兼职
兼任中国妇女运动历史资料编纂委员会副主任。